# Muziekvereniging T.O.G. Welten
Muziekvereniging Tot Onderling Genoegen Welten is een muziekvereniging uit Welten - Heerlen. Het harmonieorkest van de vereniging komt uit in de derde divisie van de KNFM, de bijna hoogste afdeling voor harmonieorkesten.
De vereniging is opgericht als Fanfare Tot Onderling Genoegen Welten op 15 november 1919. Enkele jaren later werd deze fanfare omgedoopt tot harmonie. Ze verwerft in de loop der jaren een belangrijke en sociale plaats in de gemeenschap Heerlen en wijde omgeving. Ruim 50 leden maken momenteel (2019) deel uit van het harmonieorkest. Op 16 november 2016, exact 100 jaar na de oprichting, kreeg Muziekvereniging TOG Welten door waarnemend burgemeester van Heerlen, Emile Roemer, de Koninklijke Erepenning uitgereikt. 

## Ontstaan onderverenigingen
Sinds het ontstaan is de vereniging in de jaren veranderd. Verschillende ensembles en orkesten vinden hun oorsprong. In 1972 werd de Waltine Kapel opgericht, een vriendengroep die muziek maakt voor een breed publiek. Optredens worden verzorgd voor speciale gelegenheden waar een groot orkest als een harmonie niet op z'n plaats is. Te denken valt aan carnavalsevenementen, trouwerijen en recepties. Het repertoire breidt zich snel uit en de naamsbekendheid in de wijde omgeving groeit.

### Jeugdorkest
Om de aanwas van nieuwe muzikanten op gang te brengen is op 28 maart 1987 het Jeugd Orkest Welten opgericht. Jeugdleden kunnen ervaring opdoen met samenspelen en kunnen, als ze goed genoeg zijn, doorstromen naar het harmonieorkest. Zo komen jeugdige leden al snel in aanraking met toegangelijke muziek. De stukken die gespeeld worden zijn vooral populaire muziek.

## Naamswijziging
De naam 'harmonie' dekte niet meer de volledige lading over al deze orkesten samen en zodoende is de naam veranderd in 'muziekvereniging'. De vereniging bestaat immers uit verschillende onderdelen zoals een jeugdorkest (zie boven), een drumband en natuurlijk een harmonie. 

## Dirigenten
- 1919-1925 J. Lindeman
- 1925-1926 Dhr. de Jager
- 1926-1934 Dhr. van Alphen
- 1934-1938 H. Bastin
- 1938-1939 J. Bastin
- 1939-1947 Leon Biessen
- 1947-1952 Theo Heins
- 1952-1959 Jeu Weijers Sr.
- 1959-1967 J.W. Benders
- 1967-1969 Marcel Arbeel
- 1969-1972 Paul Olïschlagers
- 1972-1989 Ger Akkermans
- 1989-1997 Rob van der Zee
- 1997-2003 Jos van de Braak
- 2003-2004 Ghislain Bellefroid
- 2004-2008 Stefan Outjers
- 2008-2010 Henk Mertens
- 2011-2017 Victor Vaessen
- 2017- heden Txemi Etxebarria